# Herbert Tichy
Herbert Tichy (* 1. Juni 1912 in Wien, Österreich-Ungarn; † 26. September 1987 ebenda) war ein österreichischer Reiseschriftsteller, Geologe, Forschungsreisender, Journalist und Bergsteiger. Neben den in viele Sprachen übersetzten Reiseberichten veröffentlichte er auch Sachbücher und einige Abenteuerromane für Jugendliche. Gemeinsam mit dem Tiroler Sepp Jöchler und dem Sherpa Pasang Dawa Lama gelang es Herbert Tichy am 19. Oktober 1954 in einer Kleinstexpedition ohne zusätzlichen Sauerstoff den 8188 Meter hohen Cho Oyu, den sechsthöchsten Berg der Erde, erstzubesteigen.

## Leben
Herbert Tichy wurde 1912 in eine bürgerliche Familie in Wien geboren, wo er auch zur Schule ging und nach der Matura Geologie studierte.
Er trat bereits am 26. November 1932 der NSDAP bei (Mitgliedsnummer 1.308.596). Aufgrund seiner zahlreichen Auslandsreisen bezahlte Tichy trotz des Verbots der Partei weiterhin seine Mitgliedsbeiträge.
1938 stellte Tichy außerdem einen Antrag auf Aufnahme in die Reichsschrifttumskammer, in dem er unter anderem auf seine Tätigkeit in der Deutschösterreichischen Tages-Zeitung verwies.
Im Jahr 1933 unternahm Tichy gemeinsam mit Max Reisch eine Reise auf einem Puch-Motorrad nach Indien. In der Folge einer zweiten Indienreise 1935 umrundete er als Pilger verkleidet den heiligen Berg Kailash in Tibet. Während dieser Reise versuchte er mit zwei Begleitern die Erstbesteigung des Gurla Mandhata im Alpinstil, musste aber auf ca. 7200 m umkehren. Er veröffentlichte einige seiner Reiseberichte als Artikel in Zeitschriften.
So schrieb er auch für die bürgerliche Zeitschrift Die Woche; dort erschien 1935 sein Bildbericht: Achmed liest Goethe – Deutsche Lehrer in Afghanistan. Tichy studierte an der Universität Wien, unter anderem Geologie. 1937 verfasste er seine Dissertation über die Geologie in Indien. Nach seiner Promotion zum Doktor der Philosophie bereiste Tichy im Jahr 1938 Alaska. Nach seiner Rückkehr arbeitete Tichy zuerst als Erdölgeologe, da er aufgrund seiner Kurzsichtigkeit nicht als Kriegsberichterstatter der Luftwaffe dienen konnte. Im selben Zeitraum trat Tichy auch als „wehrwichtiger Vortragsredner“ der NS-Organisation Kraft durch Freude in Erscheinung.
Von 1941 bis 1948, also während des Zweiten Weltkriegs und danach, war Tichy zunächst in Siam und Indochina, aber zum Großteil im japanisch besetzten China, wo er als Korrespondent deutscher Zeitungen und Zeitschriften fast siebenhundert Artikel verfasste, darunter für die Deutsche Allgemeine Zeitung, die Berliner Volks-Zeitung und die Wochenzeitschrift Das Reich, deren Leitartikel regelmäßig Joseph Goebbels schrieb. Andere Ansichten über Tichy bezeichnen seine Gesinnung als „den Werten des Nationalsozialismus zutiefst abgeneigt“ – Tichy habe sich im deutschsprachigen Zeitungs- und Verlagswesen eingerichtet, um als Autor und Journalist überleben zu können. Sein wahres Interesse habe jedoch dem einfachen Leben asiatischer Völker und der Freiheit des unabhängigen Reisens gegolten. Gerd Kaminski stellte eine Nähe des „Antifaschisten“ Tichy zum Nationalsozialismus in Abrede.
Auch im Alleingang hatte Tichy einige Erstbesteigungen von über 7000 Meter hohen Gipfeln im Himalaya unternommen. 1953 unternahm er mit drei Sherpas die erste Durchquerung Westnepals.
Am 19. Oktober 1954 bestieg Herbert Tichy als Leiter einer österreichischen Himalaya-Expedition mit dem Tiroler Josef „Sepp“ Jöchler aus Innsbruck und dem Scherpa-Träger Pasang Dawa Lama, als erster den 8188 m hohen Cho Oyu. Einige Tage vor dem Gipfelsieg erlitt Tichy schwere Erfrierungen an den Händen, in deren Folge er ein Glied des rechten kleinen Fingers verlor. Dieses Fingerglied begrub Fritz Moravec 1987 nördlich des Kailash.
Im Jahr 1993 wurde in Wien-Währing (18. Bezirk), wo er in der Hockegasse wohnte, der Tichyweg nach ihm benannt.

## Forschungsreisen
- 1953 Durchquerung Westnepals
- 1954 Erstbesteigung des Cho Oyu
- 1957 Kenia
- 1959 Hindukusch-Himalaya
- 1961 Hongkong/Indien
- 1963 Süd- und Ostafrika
- 1968–69 Ostasien
- 1971–72 Ostasien
- 1980 Kenia – Turkanasee (Rudolfsee)
- 1981–82 und 1985 Nepal und Indien

## Auszeichnungen und Ehrungen
- Karl-Renner-Preis der Wiener Dr.-Karl-Renner-Stiftung (1954)[9]
- Jugendbuchpreis der Stadt Wien
- Österreichischer Staatspreis für Kinder- und Jugendliteratur
- Großes Ehrenzeichen für Verdienste um die Republik Österreich (1954)
- Professoren-Titel (1965)
- Donauland Sachbuchpreis (1977)
- Ehrenmedaille der Bundeshauptstadt Wien in Silber
- Goldenes Ehrenzeichen für Verdienste um das Land Wien

## Werke (Auswahl)
Kinder- und Jugendbücher
- Flucht durch Hindustan. Eine Erzählung für die Jugend. Ueberreuter Verlag, Wien 1953.
- Drei Buben im Himalaja (Frische Saat; Bd. 34). St.-Gabriel-Verlag, Wien 1954.
- Unterwegs. Verlag für Jugend & Volk, Wien 1962.
- Keine Zeit für Götter. Hoch-Verlag, Düsseldorf 1980, ISBN 3-7779-0318-3 (Nachdr. d. Ausg. Wien 1967).
- Das verbotene Tal. Auf den Spuren einer Riesenechse in den Dschungelwäldern Assams. Arena-Verlag, Würzburg 1974, ISBN 3-401-01228-2.(1966 unter dem Titel Der weiße Sahib im Österreichischen Bundesverlag, Wien, veröffentlicht).

Reiseberichte
- Zum heiligsten Berg der Welt. Auf Landstrassen und Pilgerpfaden in Afghanistan, Indien und Tibet. Edition Sonnenaufgang, Wien 2007, ISBN 978-3-9501591-2-7 (erweiterte Neuauflage d. Ausg. Wien 1937).
- Weiße Wolken über gelber Erde. Meine Zeit in China in den vierziger Jahren Edition Sonnenaufgang, Wien 2014, ISBN 978-3-9501591-5-8 (erweiterte Neuauflage d. Ausg. Wien 1948).
- Auf einem Hügel der Ewigen Stadt. Erlebter Vatikan. Ullstein, Wien 1948.
- Die Wandlung des Lotos. Ein Indienbericht. Edition Sonnenaufgang, Wien 2016, ISBN 978-3-9501591-6-5 (erweiterte Neuauflage der Ausg. Ullstein, Wien 1951).
- Land der namenlosen Berge. Erste Durchquerung Westnepals. Edition Sonnenaufgang, Wien 2009, ISBN 978-3-9501591-3-4 (erweiterte Neuauflage d. Ausg. Wien 1954).
- Cho Oyu. Gnade der Götter. Jubiläumsausgabe 50 Jahre Erstbesteigung. Edition Sonnenaufgang, Wien 2001, ISBN 3-9501591-1-8 (erweiterte Neuauflage d. Ausg. Wien 1955).
- Menschenwege, Götterberge. Bilder meiner Reisen. Wollzeilen-Verlag, Wien 1960.
- Hongkong. Die Laune des Drachen. Wollzeilen-Verlag, Wien 1961.
- Heiße Erde, schwarze Hoffnung. Afrika vom Kap zum Äquator. Österreichischer Bundesverlag, Wien 1964.
- Honig vom Binungabaum. Ein Jahr bei primitiven Stämmen. Verlag Ueberreuter, Wien 1971, ISBN 3-8000-3118-3.
- Tau-Tau. Bei Göttern und Nomaden des Sulu-See. Molden, Wien 1973, ISBN 3-217-00535-X.
- Auf fernen Gipfeln. Abenteuer auf dem Dach der Welt. Molden, Wien 1976, ISBN 3-217-00659-3.
- Traumland Kenia. Pinguin-Verlag, Innsbruck 1978, ISBN 3-524-76008-2 (Bildband).

Romane
- Die Flut der tausend Ernten. Roman (China). Ullstein, Wien 1956.
- Safari am Kamanga. Eine Erzählung aus Ost-Afrika. Roman. Verlag Ueberreuter, Wien 1958.
- Großalarm. Den Kidnappern auf der Spur. Engelbert-Verlag, Balve 1977, ISBN 3-536-01347-3 (früherer Titel: Zweifach gejagt! Der Fall Mellebeck).

Sachbücher
- Alaska. Ein Paradies des Nordens. Goldmann, München 1951 (Nachdr. d. Ausg. Leipzig 1939).
- Afghanistan, das Tor nach Indien. Edition Sonnenaufgang, Wien 2010, ISBN 978-3-9501591-4-1 (erweiterte Neuauflage d. Ausg. Wien 1940).
- Indien. Kampf und Schicksal eines Fünftels der Menschheit. Goldmann, Leipzig 1942.
- China ohne Mauer. Seidel-Verlag, Wien 1948.
- See an der Sonne. Auf den Spuren der frühen Menschen. Edition Orac, Wien 1980, ISBN 3-85368-871-3.
- Auf der Suche nach Weisheit. Was ich von Asien gelernt habe. Lübbe-Verlag, Bergisch Gladbach 1989, ISBN 3-404-60239-7 (früherer Titel 1984: Was ich von Asien gelernt habe – Wege in Weisheit glücklich zu leben).